# (1617) Alschmitt
(1617) Alschmitt és un asteroide pertanyent al cinturó d'asteroides descobert per Louis Boyer el 20 de març de 1952 des de l'observatori d'Alger-Bouzaréah, Algèria.
Inicialment va ser designat com 1952 FB. Més endavant es va anomenar en honor de l'astrònom francès Alfred Schmitt (1907-1973).

## Característiques orbitals
Alschmitt orbita a una distància mitjana del Sol de 3,199 ua, podent allunyar-se'n fins a 3,609 ua. La seva excentricitat és 0,1283 i la inclinació orbital 13,27°. Empra 2090 dies a completar una òrbita al voltant del Sol.